# 伝統に訴える論証
伝統に訴える論証（でんとうにうったえるろんしょう、英: Appeal to tradition）とは、論理的誤謬の一種であり、主題が過去または現在の伝統（しきたり、流儀、慣習、習慣）に照らして正しいと見なす論証。英語: proof from tradition、appeal to common practice、argumentum ad antiquitatem、false inductionなどとも。

## 概要
「いつもそうやっているのだから、それが正しい」という形式である。結論は常に間違っているわけではないが、つねに正しいわけでもなく、もし伝統に訴える論証が推論形式として有効であると仮定すれば、あらゆることは変更できないことになる。非形式的誤謬の一つ。

## 前提
伝統に訴える論証では、以下の2つを基本的な前提とする。
- 古い思考方法は、導入時には正しいことが証明されていた。（実際にはこれは偽かもしれない。伝統は全く不正な基盤の上に成り立っているかもしれない。）
- その伝統についての過去の根拠は今も妥当である。（状況が変わっていれば、この前提も偽となるかもしれない。）

伝統に訴える論証の反対は、「新しい」ことを根拠として論証する新しさに訴える論証である。これも、新しさに訴える論証が推論形式として有効であると仮定すれば、あらゆることは常に変更し続けなければならないことになる。

## 例
- 「我々はこれまでずっと馬に乗ってきた。自動車に乗り換えるなんて愚かだ」
  - 反論：なるべく遠くまで行きたいとき、馬よりももっと適切な移動手段が登場したなら乗り換えるべきである。また、先祖もかつて徒歩から馬に乗り換えたことがあったはずだ。
- 「君の発明は先例がないのでだめだ」
  - 反論：先例がないからと言って、それが失敗するとは限らない。また、何事にも最初がある。
- 「これらの規則は100年前に書かれ、我々はそれをずっと守ってきた。だから、変える必要はない」
  - 反論：規則ができてから社会は変わった。したがってそれらは現状とは合わないかもしれない。
- 「有史以来、無実の者を殺すことは悪とされているのだから、殺人は悪いことだ」
  - 反論：結論の正しさは、論理の問題ではなく倫理の問題だが、理由は正しくない。殺人が悪とされているのは倫理的に現在もそのように考えられているからであって、伝統を根拠とすべきことではない。
- 1984年、イギリスでは全ての通信を管轄していた郵政公社が、郵便を扱うロイヤルメールと電気通信を扱うBritish Telecom（現BTグループ）に分割された。このときBTは電話ボックスの色を赤（ロイヤルメールのコーポレートカラー）から黄色（BTのコーポレートカラー）に塗り替えようとした。しかし、「電話ボックスが赤いのは伝統だ」と反対され断念した。
- 前記の類例で、日本においても阪急電鉄が車両の色を阪急マルーンからほかの色に塗り替えようとしたが、利用者や社員などから「阪急マルーンは阪急電鉄伝統の塗色だ」と反対され断念した。もっとも、電話ボックスや鉄道車両については、色を変更することで見分けにくくなる、今まで築き上げた良いイメージを失うなどの可能性もあり、あながち誤謬ともいえない面もある。
- 宮崎市定「論語の新研究」によると、清朝の儒学者江藩（1761年～1831年）はその著「経解入門」において「いにしえの大学者は万巻の書を読み諸学に通じた人たちで、われわれやお前たちに気が付く程度のことを考えなかったはずがない」と述べた。宮崎によるとこれには「当時、儒教の経書は科挙の試験に使用される関係上『経書の本文に誤字がある』などという指摘は封印されねばならなかった」という事情があったという[3]。
- 欧米でよく知られている料理に関する小咄がある。ある女性がハムを料理するとき常に端を切って捨てていた。友人などから「なぜ捨てるのか」と聞かれると、彼女は「母親がそうしていたからだ」と答えた。彼女自身も母親がなぜそうしていたのかが気にかかり、母に尋ねると、母も「自分の母がそうしていたからだ」と答えた。そこで祖母に尋ねると、「鍋に収まらない大きさだったので端を切ったのだ」と答えた。この小咄にはいくつかのバリエーションがある。